# Rivellia hispanica
Rivellia hispanica is een vliegensoort uit de familie van de Platystomatidae. De wetenschappelijke naam van de soort is voor het eerst geldig gepubliceerd in 1969 door Lyneborg.